# Chondrocrâne
Le chondrocrâne (ou crâne cartilagineux) est la partie du neurocrâne qui se forme à partir d'une ossification endochondrale et constitue une partie de la base du crâne.

## Structure
Le chondrocrâne comprend :
- la partie pétreuse de l'os temporal,
- la partie basilaire de l'os occipital,
- l'os sphénoïde sans la grande aile,
- l'os ethmoïde.

## Embryologie
Le chondrocrâne commence à se développer à 28 jours de vie fœtale. Il se forme à partir de condensations mésenchymateuses et est complètement formé entre la 7e et la 9e semaine du développement fœtal.
La majeure partie du chondrocrâne s'ossifie à l'âge adulte, mais il peut y rester des parties cartilagineuses.
La partie du chondrocrâne associée à la notocorde qui se forme à partir du mésenchyme d'origine mésodermique est appelée chondrocrâne cordal.
La partie la plus rostrale du chondrocrâne située en avant de la notocorde constitue le chondrocrâne préchordal et dérive principalement du mésenchyme dérivé de la crête neurale.

## Anatomie comparée
Le chondrocrâne selon les espèces peut varier considérablement, mais en général il est composé de cinq structures osseuses : les sphénoïdes, le mésethmoïde, les occipitaux, les capsules optiques et les capsules nasales.
Chez les poissons cartilagineux (par exemple les requins et les raies ) et agnathes (par exemple les lamproies et les myxines ), le chondrocrâne persiste tout au long de la vie.